# کینگ فیلد (مینیاپولیس)
کینگ فیلد (به انگلیسی: King Field) یک منطقهٔ مسکونی در ایالات متحده آمریکا است که در مینیاپولیس واقع شده‌است. کینگ فیلد ۷٬۴۷۳ نفر جمعیت دارد.